# Stadlhub
Stadlhub ist ein Gemeindeteil der Gemeinde Buchbach im oberbayerischen Landkreis Mühldorf am Inn.

## Lage
Die Einöde Stadlhub liegt 3,6 Kilometer östlich von Buchbach auf der Gemarkung Ranoldsberg.

## Bevölkerungsentwicklung
Um 1871 gab es in Stadlhub elf Einwohner. Im Mai 1987 lebten dort sechs Einwohner in einem Wohngebäude.
| Jahr      | 1871 | 1925 | 1950 | 1970 | 1987 |
| Einwohner | 11   | 8    | 9    | 3    | 6    |